# Castro (San Francisco)
Castro – dzielnica w San Francisco będąca częścią Eureka Valley. Dzielnica była jedną z pierwszych Gay village w USA. Obszar całkowity Castro obejmuje powierzchnię 1,36 km². Według szacunków City Data w lutym w roku 2017 dzielnice zamieszkiwało 12935 mieszkańców. Po przekształceniu się z dzielnicy robotniczej w latach sześćdziesiątych i siedemdziesiątych XX wieku Castro pozostaje jednym z najbardziej znanych symboli aktywizmu i wydarzeń lesbijek, gejów, osób biseksualnych i transpłciowych (LGBT) na świecie.

## Historia
Castro Street została nazwana na cześć José Castro (1808–1860), kalifornijskiego przywódcy meksykańskiego opozycji wobec rządów Stanów Zjednoczonych w Kalifornii w XIX wieku. Dzielnica znana jako Castro, w dystrykcie Eureka Valley, powstała w 1887 roku, kiedy Market Street Railway Company zbudowała linię łączącą Eureka Valley z centrum miasta.
W 1891 roku Alfred E. Clarke zbudował swoją rezydencję na rogu Douglass i Caselli Avenue przy 250 Douglass, która jest powszechnie określana jako Caselli Mansion. Przetrwała trzęsienie ziemi i pożar w 1906 roku, które zniszczyły dużą część San Francisco.

### Społeczność LGBT
Wojsko USA wydaliło ze służby tysiące homoseksualnych żołnierzy z teatru na Pacyfiku w San Francisco podczas II wojny światowej (początek lat czterdziestych) z powodu ich orientacji. Wielu osiedliło się w Bay Area, San Francisco i Sausalito. W San Francisco powstała społeczność gejowska o ugruntowanej pozycji na wielu obszarach, w tym na Polk Street (która była uważana za centrum gejowskie w mieście od lat pięćdziesiątych do początku osiemdziesiątych), Tenderloin i South of Market. W latach pięćdziesiątych wiele rodzin wyprowadzało się z Castro na przedmieścia w tzw. „White flight”, pozostawiając duże ilości nieruchomości i tworząc atrakcyjne lokalizacje dla homoseksualnych nabywców. W 1963 roku w Castro otwarto pierwszy bar dla gejów o nazwie „Missouri Mule”. 
Era Castro jako gejowskiej mekki rozpoczęła się pod koniec lat sześćdziesiątych XX wieku wraz z Summer of Love w sąsiedniej dzielnicy Haight-Ashbury w 1967 roku. Obie dzielnice są oddzielone dużą górą, na szczycie której znajduje się park Buena Vista. Ruchy hipisów i wolnej miłości sprzyjały życiu we wspólnocie i ideom wolnego społeczeństwa, w tym mieszkaniu dużych grup ludzi w gminach hipisowskich. Androgynia stała się popularna wśród mężczyzn nawet z pełnymi brodami, gdy gejowscy hipisi zaczęli się wprowadzać w te okolice. Zgromadzenie w 1967 roku przywiodło dziesiątki tysięcy młodzieży z klasy średniej z całych Stanów Zjednoczonych do Haight, gdzie doszło do własnego exodusu, kiedy dobrze zorganizowane jednostki i kolektywy zaczęły postrzegać Castro jako oazę przed masowym napływem. Wielu hipisów nie miało możliwości utrzymania się ani schronienia. Wszechobecne narkotyki i brutalność Haight przegoniło populację gejów, która szukała bardziej stabilnego miejsca do życia.
Społeczność gejowska stworzyła w latach 70. ekskluzywne, modne centrum miejskie w dzielnicy Castro. Wielu gejów z San Francisco przeniosło się tam również w latach około 1970 z najbardziej znanej wówczas dzielnicy gejowskiej, Polk Gulch, ponieważ duże wiktoriańskie domy były dostępne po niskich czynszach lub można je było kupić za niskie zaliczki, gdy ich dawni właściciele z klasy średniej uciekli na przedmieścia.

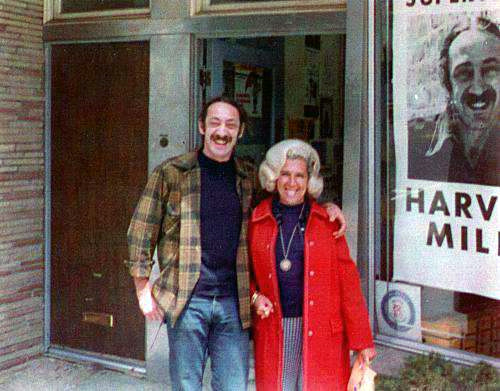
Harvey Milk ze swoją szwagierką przed Castro Camera (1973)

W 1973 roku Harvey Milk, który później stał się najsłynniejszym mieszkańcem okolicy, otworzył sklep z aparatami Castro Camera i rozpoczął polityczne zaangażowanie jako działacz gejowski, przyczyniając się do powstania idei Castro jako miejsca dla gejów. Niektóre kultury późnych lat siedemdziesiątych obejmowały coś, co nazywano „klonem Castro”, sposób ubierania się i pielęgnacji osobistej, który stanowił przykład zuchwałości i męskości robotników z klasy robotniczej - obcisłe dżinsy, czarne lub piaskowe buty bojowe, ciasne T-shirt lub, często, koszula z krokodyla Izoda, prawdopodobnie czerwona flanelowa koszula w kratę i zwykle z wąsami lub pełną brodą - w modzie dla ówczesnej gejowskiej populacji mężczyzn, która dała początek przydomkowi „Kanion Klonów" na odcinku Castro Street między 18. a Market Street.
W okolicy znajdowało się wiele słynnych wodopojów, które przyczyniły się do życia nocnego, w tym Corner Grocery Bar, Toad Hall, The Pendulum, Midnight Sun, Twin Peaks i Elephant Walk.
Obszar ten został silnie dotknięty kryzysem HIV / AIDS w latach 80. Od 1984 r. władze miasta rozpoczęły rozprawy z łaźniami i podjęły inicjatywy mające na celu zapobieganie rozprzestrzenianiu się AIDS. Kioski przy Market Street i Castro Street mają teraz plakaty promujące bezpieczny seks i testy, a także te reklamujące usługi randkowe online.
W 2019 roku członek Rady Nadzorczej San Francisco, Rafael Mandelman, był autorem zarządzenia o utworzeniu dzielnicy kulturalnej Castro LGBTQ; zarządzenie zostało przyjęte jednogłośnie.

## Atrakcje
Jedną z bardziej godnych uwagi jest Castro Theatre, pałac filmowy zbudowany w 1922 roku i jeden z najważniejszych kin w San Francisco.
Ważnym miejscem kulturalnym w okolicy jest Muzeum Historyczne GLBT, które zostało otwarte 10 grudnia 2010 r. pod adresem 4127 18. Uroczyste otwarcie muzeum odbyło się wieczorem 13 stycznia 2011 r.
Pierwsze pełnowymiarowe, samodzielne muzeum historii lesbijek, gejów, biseksualistów i transseksualistów w Stanach Zjednoczonych (i jedyne na świecie po Muzeum Schwulesa w Berlinie), GLBT History Museum to projekt GLBT Historical Society.
Po drugiej stronie ulicy Castro znajduje się Harvey Milk Plaza z charakterystycznym gigantycznym masztem z ogromną tęczową flagą, symbolem społeczności LGBT.
Poniżej poziomu ulicy znajduje się główne wejście do stacji Castro Street, stacji metra Muni i wielopoziomowego parku. Sklep fotograficzny Milk i siedziba kampanii, które znajdowały się pod adresem 575 Castro, mają tablicę pamiątkową i mural wewnątrz sklepu, w którym obecnie mieści się Human Rights Campaign Action Center and Store. Nad chodnikiem na budynku znajduje się mniejszy mural przedstawiający Milk spoglądającego czule na ulicę.

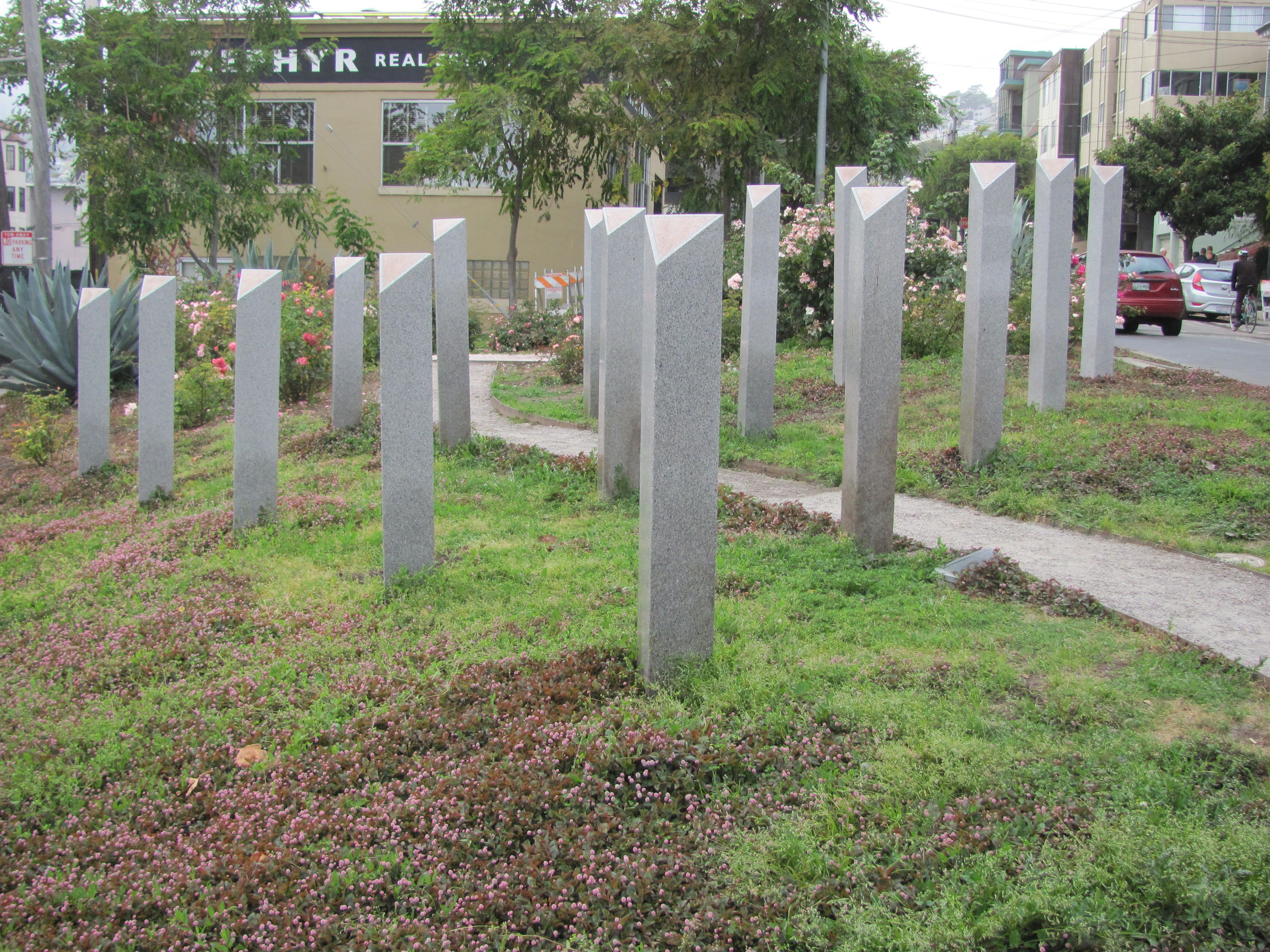
Pink Triangle Park

Po drugiej stronie Market Street od Harvey Milk Plaza, nieco pod górę, znajduje się Pink Triangle Park - 17th Street at Market, park miejski i pomnik nazwany na cześć różowych trójkątów przymusowo noszonych przez więźniów homoseksualnych prześladowanych przez nazistów podczas II wojny światowej.
Harvey's to dawniej Elephant Walk, najechany przez policję po zamieszkach Białej Nocy.

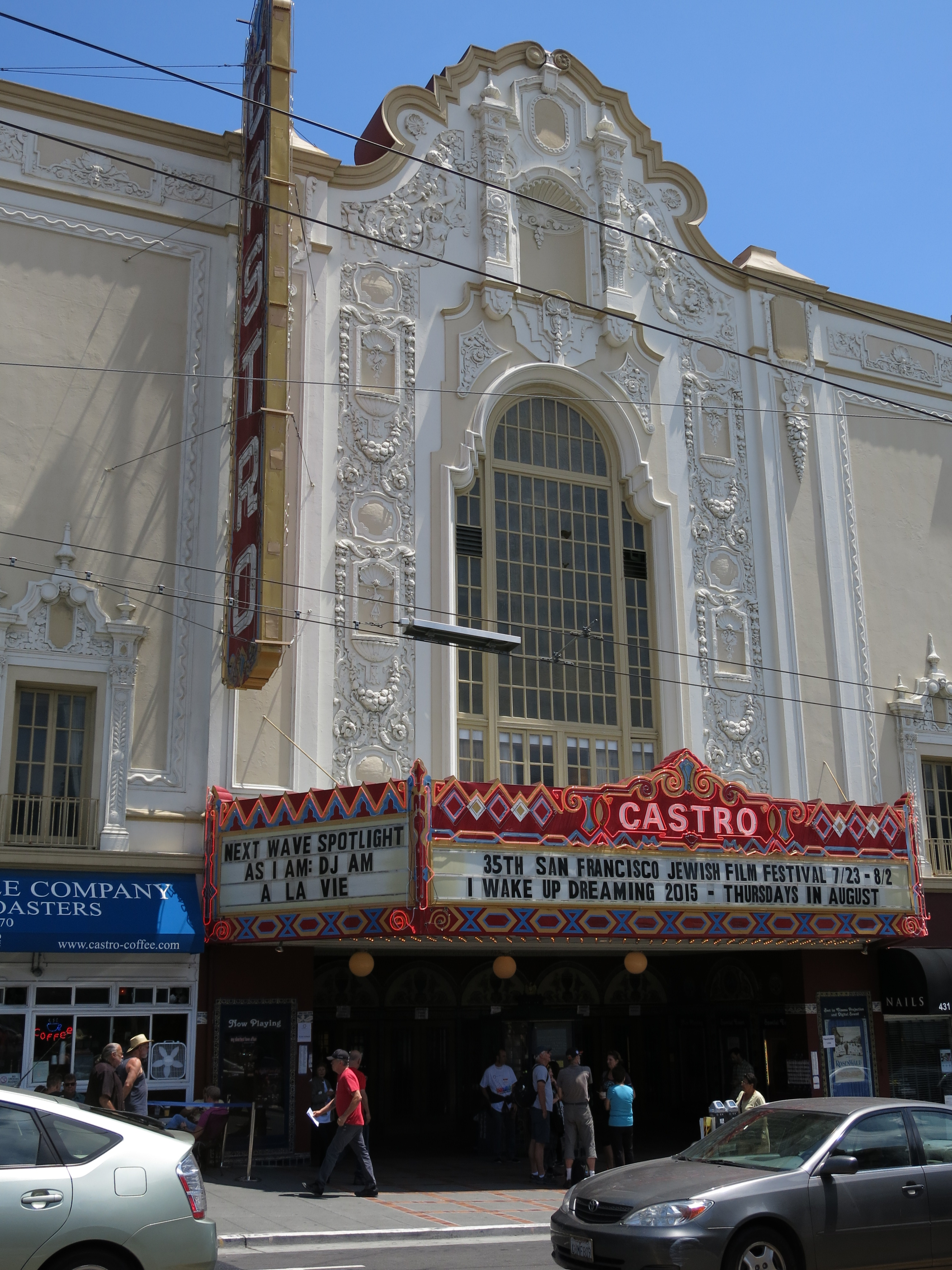
Castro Theatre, San Francisco (2015)

Centrum Zen Hartford Street znajduje się również w Castro, podobnie jak Kościół Katolicki Najświętszego Odkupiciela, 100 Diamond Street.
Wydarzenia specjalne, parady i targi uliczne, które odbywają się w Castro, obejmują Castro Street Fair, Dyke March, słynne Halloween w Castro, które zostało przerwane w 2007 roku z powodu przemocy ulicznej, Pink Saturday przerwane w Castro w 2016 roku oraz Międzynarodowy Festiwal Filmów LGBT w San Francisco.
LGBTQ Walk of Fame, Rainbow Honor Walk, została zainstalowana w sierpniu 2014 roku z dwudziestoma inauguracyjnymi tablicami z brązu na chodnikach reprezentujących dawne ikony LGBTQ w ich dziedzinie, które nadal służą jako inspiracja. Docelowo ma objąć 500 tablic z brązu.
Główna część biznesowa ulicy Castro od Rynku do 19. ulicy była przebudowywana i odnawiana w 2014 r., Aby rozwiązać szereg problemów sąsiedzkich. W okolicy panuje duży ruch kołowy, a także przyjeżdża wielu turystów. W ramach prac poszerzono chodniki i posadzono nowe drzewa. Dodatkowo we wrześniu 2014 r. zainstalowano 20 historycznych rycin cementowych, obejmujących od powstania do osiedlanego obszaru, aż do ogromnych zwycięstw ruchu małżeństw homoseksualnych w 2010 roku.

### Castro Street History Walk
Oddzielna instalacja na chodniku, Castro Street History Walk (CSHW), to seria dwudziestu tablic z faktami historycznymi o okolicy - dziesięć z okresu sprzed 1776 r. do lat 60. XX wieku, zanim Castro stało się znane jako dzielnica gejowska, oraz dziesięć „ważnych wydarzeń związanych z queerową społecznością w Castro ”- mieszczącą się w 400 i 500 przecznicach ulicy między ulicami 19 i Market. Zostały one zainstalowane w tym samym czasie, co inauguracyjne dwadzieścia tablic RHW. CSHW biegnie w porządku chronologicznym, zaczynając od Harvey Milk Plaza przy Market Street, do 19 Street i wracając po przeciwnej stronie Castro Street. Za kwotę 10 000 USD CSHW zapłacił Castro Business District (CBD), który „zwołał grupę lokalnych mieszkańców i historyków do współpracy z Nicholasem Perry, miejskim projektantem z Departamentu Planowania w San Francisco, który pracował przy projekcie poszerzania chodników i mieszka w Castro ”, aby rozwinąć fakty. Każdy fakt musiał dotyczyć okolicy lub otaczającej doliny Eureka. Fakty są ograniczone do 230 znaków i zostały zainstalowane w parach wraz z jedną grafiką przypominającą historyczny teatr Castro.

#### Fakty z CSHW[7]
- przed 1776: rdzenny Yelamu(inne języki), plemię ludu Ohlone z obszaru Zatoki San Francisco w Północnej Kalifornii. „The western people” zostało użyte przez East Bay Ohlone do określenia ludzi Ohlone mieszkających na półwyspie San Francisco.
- 1776: Juan Bautista de Anza(inne języki) zakłada Mission Dolores(inne języki).
- 1846: Ostatni meksykański Alcalde of Yerba Buena (San Francisco) otrzymuje obszar nazwany później Eureka Valley.
- 1854: John Horner kupuje część rancza.
- 1895: Ulepszenia tranzytu, w tym kolejka linowa Castro St., pobudzają osadnictwo irlandzkich, niemieckich i skandynawskich rodzin z klasy robotniczej pod koniec XIX wieku.
- 1900: Powstaje Kościół Najświętszego Odkupiciela.
- 1907: Otwarcie sali koncertowo-imprezowej Swedish American Hall.
- 1918: Powstaje tunel Twin Peaks łączący okolicę z West Portal.
- 1922: Otwarcie pierwszego zaprojektowanego przez znanego lokalnego architekta Timothy’ego Pfluegera teatru Castro Theatre(inne języki).
- 1943: Mieszkająca na tym obszarze norwesko-amerykańska pisarka Kathryn Forbes(inne języki), powieść Mama's Bank Account wykorzystuje Castro Street jako miejsce osadzenia.
- 1953: Para lesbijek Del Martin i Phyllis Lyon(inne języki) zakłada dom na Castro Street.
- 1963: Napływ mieszkańców LGBTQ i firm prowadzony przez pierwszy w okolicy bar dla gejów, The Missouri Mule, przekształca ten obszar w Castro, które znamy dzisiaj.
- 1972: Otwarcie tawerny Twin Peaks, pierwszego baru dla gejów w USA z otwartymi oknami.
- 1978: Społeczność opłakuje zabójstwa Milk-Moscone, gromadząc tysiące ludzi w Castro na marsz przy świecach.
- 1979: Zamieszki Białej Nocy mają miejsce w maju po tym, jak Dan White nie został skazany za morderstwo pierwszego stopnia za zabójstwa Milk-Moscone(inne języki).
- 1981: Działaczka społeczna Bobbi Campbell, znana również jako Sister Florence Nightmare, kieruje aptekę z ostrzeżeniem o „nowotworach gejów”.
- 1987: AIDS Memorial Quilt(inne języki) ma swój pierwszy dom dzięki uprzejmości aktywisty Cleve Jonesa na Market Street.
- 1998: The Bay Area Reporter słynie z nagłówków banerów „No Obits” po tysiącach zgonów z powodu HIV / AIDS.
- 2013: Krajowe zainteresowanie zwraca się na Castro Street, gdy tysiące ludzi gromadzą się, by świętować decyzję Sądu Najwyższego zezwalającą na małżeństwa osób tej samej płci w Kalifornii. Wydarzenie to stanowi kamień milowy w historycznej roli Castro jako centrum praw osób LGBT.

## Turystyka LGBT

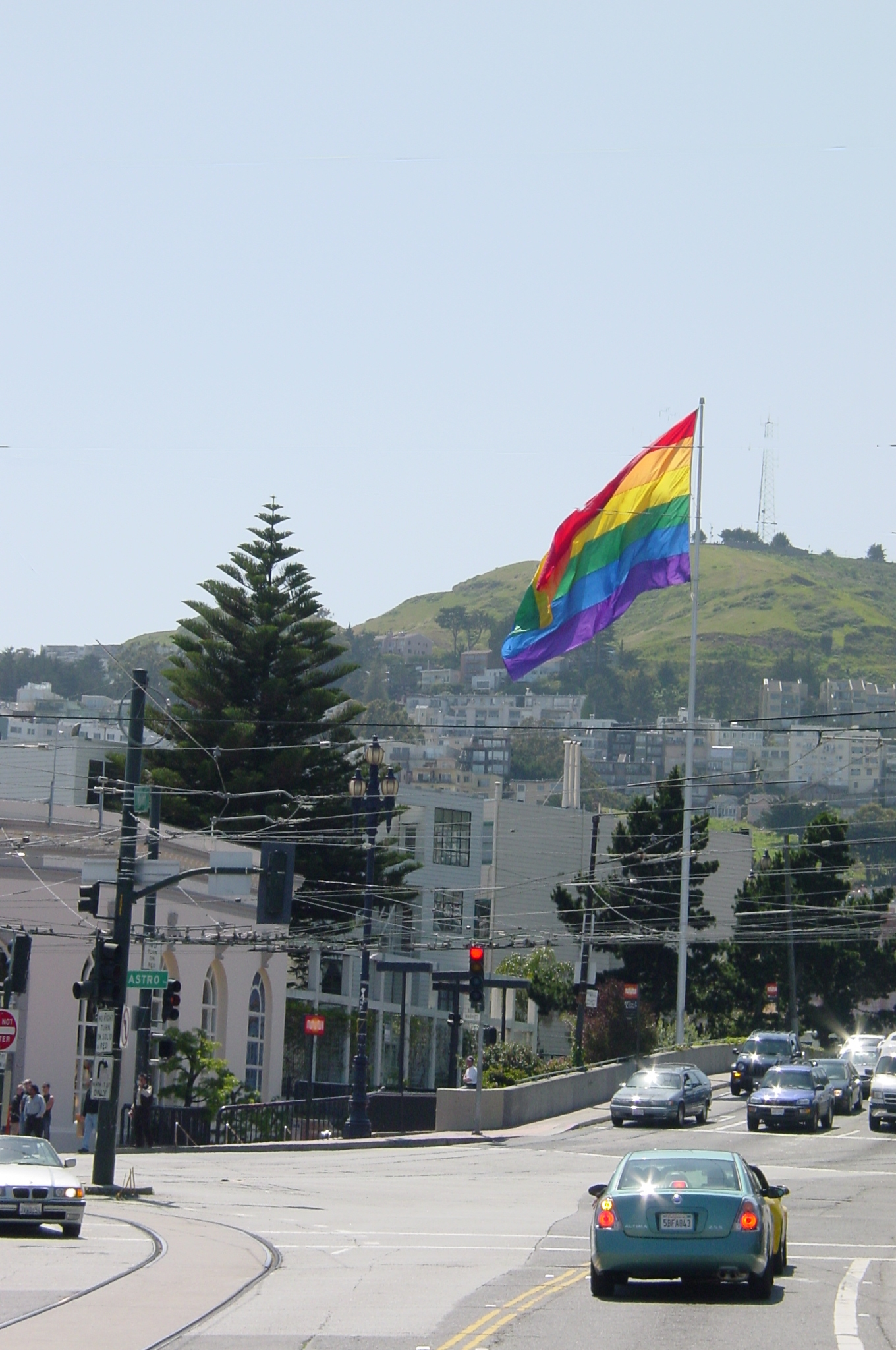
Castro, San Francisco

San Francisco ma dużą i dobrze prosperującą gospodarkę turystyczną ze względu na społeczności etniczne i kulturowe, takie jak Chinatown, North Beach, Haight-Ashbury i Castro. Castro to miejsce gospodarczego sukcesu, które przyciąga kapitał przez cały rok, organizując wiele wydarzeń dla społeczności gejowskiej, a także codzienne sprawy.
Oprócz mieszkańców miasta, ludzie podróżują, aby odwiedzić sklepy i restauracje, a także odbywające się imprezy, takie jak Castro Street Fair. Wydarzenia, takie jak targi, pobudzają społeczność i przyciągają ludzi z całego kraju, którzy odwiedzają je wyłącznie dla atmosfery, którą zapewnia Castro. Ludzie, którzy niekoniecznie czują się komfortowo, wyrażając się we własnej społeczności, mają swobodę podróżowania do miejsc takich jak Castro, aby uciec od wyobcowania i poczuć się akceptowani.
Stowarzyszenie Golden Gate Business Association (GGBA) zostało utworzone w 1974 roku, aby pomóc promować Castro jako miejsce dla turystów, ale także San Francisco i firmy LGBT jako całości. GGBA dążyła do zdobycia lokalnej władzy politycznej i miała nadzieję osiągnąć swoje korzyści poprzez wzrost turystyki gejowskiej. Stowarzyszenie to utworzyło w 1983 r. Biuro Turystyki Gejów w San Francisco.